# Panhard M3 VTT
Der Panhard M3 VTT (Véhicule de Transport de Troupes) ist ein gepanzertes Radfahrzeug für den Truppentransport aus französischer Entwicklung. Ein erster Prototyp wurde ohne staatlichen Auftrag im Jahr 1969 fertiggestellt.
Dieser Prototyp hatte auf jeder Seite eine Tür und im Heck eine Doppeltür. Auf dem Dach war ein Maschinengewehr vom Typ AA-52 montiert. Das erste Serienfahrzeug mit drei Mannluken war im Jahre 1971 fertiggestellt. Der Panhard-Mannschaftstransporter bestand zu 95 % aus Teilen, die auch beim Panhard AML verwendet wurden. Dies veranlasste viele Länder, aus Gründen der Kostenreduzierung beide Fahrzeuge nebeneinander zu nutzen.
Als Nachfolgemodell für den M3 VTT wurde der Panhard Buffalo angeboten.

## Beschreibung
Die Hülle des Panhard M3 besteht aus geschweißtem Panzerstahl. Der Fahrer sitzt in der Mitte mit einer sich nach rechts öffnenden Luke und drei Winkelspiegeln. Der mittlere der Winkelspiegel kann gegen ein Nachtsichtgerät ausgetauscht werden. Hinter dem Fahrer befindet sich der Panhard-4-HD-Motor.
Die einzeln aufgehängten Räder sind mit Schraubenfedern und hydraulischen Stoßdämpfern ausgestattet. Die Reifen verfügen über beschussfeste Schläuche.
Es sind insgesamt drei Türen vorhanden; zwei in den Seiten und eine Doppeltür im Fahrzeugheck. Letztere ist mit runden Gewehrluken ausgestattet. Auf der Oberseite des Fahrzeuges in der Abschrägung sind auf jeder Seite in Längsrichtung je drei Luken angebracht, die nach oben zu öffnen sind und in geöffneter Stellung verriegelt werden können. Weiterhin befinden sich auf dem Fahrzeugdach zwei runde Luken, eine hinter dem Motorraum und eine weitere im Heck. Auf der vorderen Luke können unterschiedliche Arten von Bewaffnung montiert werden, normalerweise ein Maschinengewehr vom Kaliber 7,75 mm oder 12,7 mm (manche Benutzer haben hier auch schon einen Turm mit einer 20-mm-Maschinenkanone installiert).
Zusätzlich zur zwei Mann starken Fahrzeugbesatzung können zehn Infanteristen oder 1.360 kg Fracht mitgeführt werden.
Das Basismodell ist ohne Vorbereitung voll schwimmfähig, jedoch nur in Binnengewässern. Der Antrieb erfolgt über die Räder, die maximale Geschwindigkeit beträgt dabei 4 km/h. Gesteuert wird dabei über die Vorderräder.
Optional kann das Fahrzeug mit Klimaanlage und Nebelwurfbechern ausgestattet werden.

## Varianten
- M3 VTT: (Véhicule Transport de Troupes), gepanzerter Truppentransporter als Basisversion.

- M3 VDA: Der VDA (Véhicule de Défense Antiaérienne – Luftabwehrfahrzeug) ist ein modifiziertes M3-Chassis mit aufgesetztem Turm und einem 20-mm-Zwillingsgeschütz. Es gibt die Option zur Ausrüstung mit einem RA-20-Radar auf dem Turmheck. (Ein Fahrzeug M3 VDA mit Radar kann zwei weitere Fahrzeuge ohne Radar leiten.) Diese Systeme sind in den Streitkräfte der Elfenbeinküste (6 Systeme), in Niger (10 Systeme) und in den Streitkräfte der Vereinigten Arabischen Emirate (48 Systeme) im Gebrauch

- M3 VAT: Berge- und Instandsetzungsfahrzeug mit einer Besatzung von fünf Mann (Kommandant, Fahrer und drei Mechaniker) und eine umfangreiche Ausrüstung. Es handelt sich um einen Bock für einen Flaschenzug, Schneidewerkzeug, Stromerzeuger, Werkbank mit Schraubstock, Schleppschere, Schleppseile und ein kompletter Werkzeugsatz.

- M3 VPC: Kommandofahrzeug mit zusätzlicher Kommunikations-Ausrüstung, zwei zusätzlichen Batterien und Kartentischen. Die Besatzung besteht aus dem Kommandant, seinem Vertreter, dem Fahrer, zwei Funker und Stabspersonal.

- M3 VLA: Pionierfahrzeug mit einem abnehmbaren, hydraulisch betätigten Räumschild an der Front. Die Besatzung besteht aus dem Fahrer, dem Kommandanten, einem Pionier-Unteroffizier und drei Pionieren.

- M3 internal security vehicle: Ausgerüstet als Fahrzeug für den Einsatz bei internationalen Friedensmissionen. Dazu gehört ein Frontschild zur Beseitigung von Hindernissen.

- M3 VTS ambulance: Sanitätsfahrzeug, besetzt mit einem Fahrer und zwei Sanitätern. Es können vier liegende Verwundete oder sechs sitzende Verwundete transportiert werden. Eine weitere Möglichkeit ist der Transport von zwei liegenden und drei sitzenden Verwundeten. Es ist unbewaffnet und verfügt lediglich über eine Einzeltür im Heck.

- M3 VSB radar: Der VSB kann mit verschiedenen Radarsystemen ausgestattet sein – so z. B. mit dem „RASIT battlefield surveillance radar“ (Gefechtsfeldüberwachungsradar), oder dem „RA-20S air surveillance radar“ (Luftüberwachungsradar). Letzteres ist standardmäßig in den M3 VDA eingebaut, außer der Nutzer hat eine andere Wahl getroffen.

- M3 VPM: Mit 81-mm-Mörser in einem Turm.

- M3 VTT 60 B: Mit einem 60-mm-Hotchkiss-Brandt-Mörser CM-60 A1.

### Kampfwertsteigerungen

#### Saymar M3 APC
Die israelische Firma Saymar hat das Fahrzeug seinerzeit umfassend überarbeitet und mit einem neuen Antriebssystem ausgestattet. Der alte Panhard-Benzinmotor wurde gegen einen Toyota-2-Liter-Turbodiesel mit 102 PS ausgetauscht. Weiterhin erhielt das Fahrzeug ein neues Getriebe, eine verbesserte Motorkühlung, vier neue Scheibenbremsen, Servolenkung, neue Turmelektrik und eine neue Innenbordsprechanlage, dazu eine neue Fahrzeugelektrik inklusive Spannungsregler, 24-V-65-A-Lichtmaschine, 24-V-Anlasser und neue Armaturentafeln. Diese Verbesserungen konnten bei Saymar, oder aber nach der Lieferung der entsprechenden Teile durch Saymar vom Nutzer selbst ausgeführt werden. Diese Kampfwertsteigerung konnte mit einer Hauptinstandsetzung verbunden werden, sodass nach der Maßnahme ein praktisch neues Fahrzeug zur Verfügung stand.

#### Irische Armee
Im Jahr 1983 rüsteten die irischen Streitkräfte einen ihrer M3 mit einem 140-PS-V6-Benzinmotor von Peugeot aus. Tests verliefen zufriedenstellend, woraufhin die 14 irischen Panhard M3 umgerüstet wurden und auch eine neue Bremsanlage von Citroën, ein Sechsganggetriebe und neue Elektrik installiert wurden.

## Mögliche Bewaffnung
- TL.2.1.80 Turm mit zwei 7,62-mm-Maschinengewehren FN MAG
- TL.52.3.S Turm mit einem 7,62-mm-Maschinengewehr und einem Dreifach-LRAC-F1-Panzerabwehrrakentenstarter
- TL.52.S Turm mit einem 7,62-mm-Maschinengewehr und einem Einfach-LRAC-F1-Panzerabwehrraketenstarter
- CB.127 Ringlafette für ein 12,7-mm-Maschinengewehr Browning M2
- STB nach vorn als Schutzschild zu öffnende Luke mit Ringlafette für ein 7,62-mm-Maschinengewehr
- CB.20 M621 Ringlafette mit einer 20-mm-Maschinenkanone.
- HOT: Ausgestattet mit vier HOT-Panzerabwehr-Lenkraketen
- MAS T 20.13.621 Turm mit einer AME-20-mm-Maschinenkanone

## Kampfeinsätze
Insgesamt wurden in den Jahren 1970 bis 1973 60 M3 an die libanesische Armee geliefert, und während des dortigen Bürgerkrieges eingesetzt. Einige wurden 1976 an die Internal Security Forces (ISF) ausgeliehen.

## Nutzer

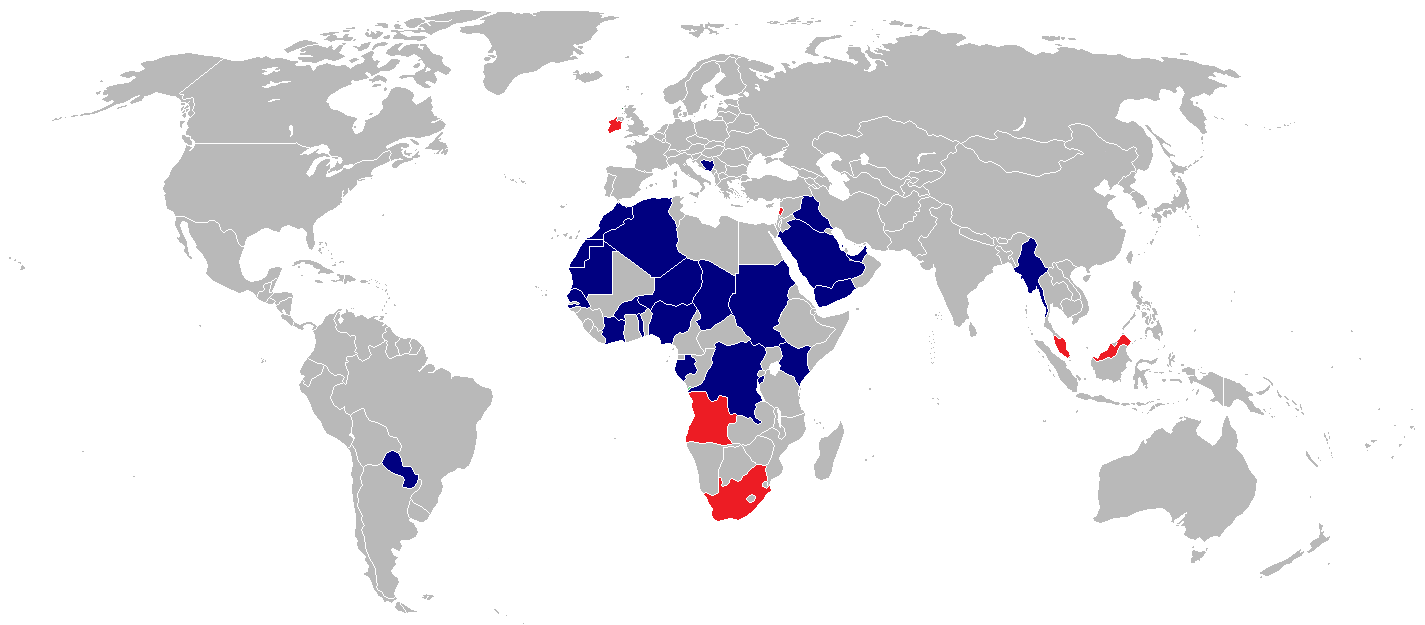
Ehemalige und aktuelle M3-VTT-Nutzerstaaten. Blau, noch im Einsatz – rot, ausgemustert.

- Algerien (44)
- Angola (8)[2]
- Bahrain (110)
- Burkina Faso (13)
- Burundi (9)
- Elfenbeinküste (16)
- Gabun (10)
- Demokratische Republik Kongo (60)
- Irak (44)
- Kenia (10)
- Mauretanien
- Marokko (50)
- Niger (22)
- Nigeria (18)
- Paraguay (12)
- Ruanda (12)
- Saudi-Arabien (150)
- Senegal (16)
- Sudan (25)
- Togo (6)
- Tschad (10)
- Vereinigte Arabische Emirate (370)
- Westsahara

### Frühere Nutzer
- Frente Nacional de Libertação de Angola (1)[3]

- Irland (61) Im Dienst 1973–2001
- Libanon: 60 M3 in Dienst der Streitkräfte des Libanon und der ISF 1975–76 (15 Fahrzeuge noch in Reserve).
- Malaysia (37)
- Südafrika: Umbenannt in Bosbok. Lediglich drei Fahrzeuge in Lizenz gefertigt.[4]